# Loxosceles huasteca
La araña violinista de la Huasteca (Loxosceles huasteca) es una especie de araña del género Loxosceles, perteneciente a la familia Sicariidae, del orden Araneae. Esta especie fue descrita por Gertsch y Ennik en 1983. El nombre específico huasteca es en honor a la cultura Huasteca, localizada en la región en donde se distribuye esta especie.

## Clasificación y descripción
La araña violinista de la Huasteca tiene una coloración típica del género, siendo el carapacho mayormente ocre, con la mancha en forma de “violín” marrón. La forma general del cuerpo se presenta de manera típica; patas delgadas, acomodadas a los lados, sin espinas evidentes, el color del opistosoma es marrón: el arreglo ocular es 2:2:2. Podemos diferenciar a esta especie de otras del género Loxosceles gracias a que la tibia del palpo es dos veces más larga que lo ancho del mismo. Es una especie de talla mediana, llegando a alcanzar 5 centímetros contando las patas.

## Distribución y hábitat
Esta especie es endémica de México y se distribuye en los estados mexicanos de Guerrero, Morelos y Puebla.
Estas arañas de ambiente terrestre pueden encontrarse debajo de piedras o en grietas, y además se ha observado que pueden habitar dentro de las casas.

## Estado de conservación
No se encuentra dentro de ninguna categoría de riesgo en las normas nacionales o internacionales.

## Relevancia médica
Esta especie se encuentra dentro de los organismos considerados de importancia médica. Su mordedura puede llegar a representar un riesgo grave a la salud y requiere atención médica.